# Convento de Le Celle, Cortona

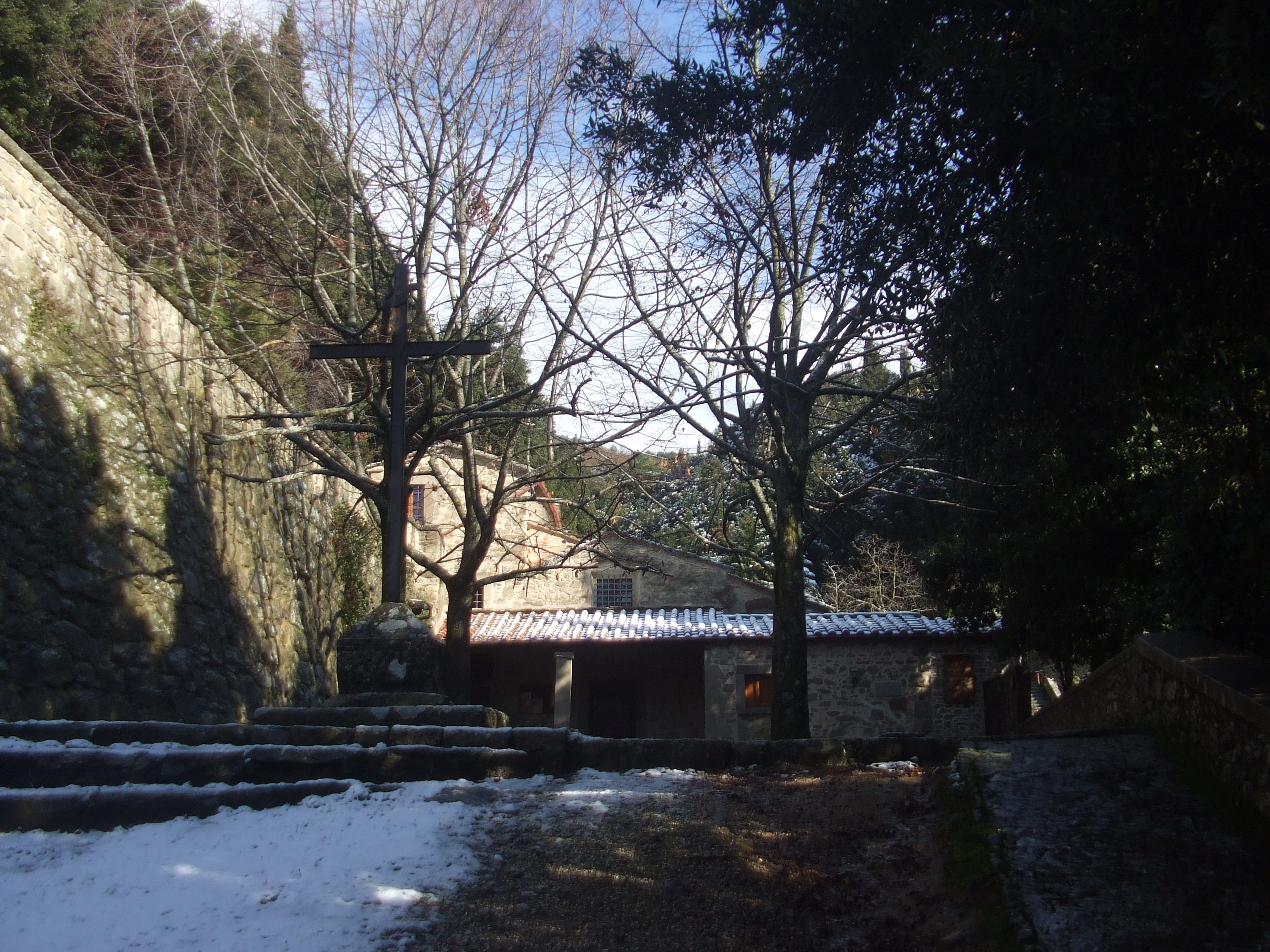
Convento de Le Celle

O Convento de Le Celle é um convento franciscano do século XIII localizado em Le Celle, nos arredores de Cortona, região da Toscana, Itália. Também é conhecido como Convento delle Celle ou Eremo Le Celle.
Um pequeno eremitério foi erguido aqui por volta de 1211 ou 1221, e abrigou por um breve período o próprio São Francisco de Assis em sua vida. Em 1235, o irmão Elias de Cortona, ministro geral dos franciscanos por ocasião da morte do fundador, erigiu um santuário, refeitório e cinco celas (quartos) de tamanho semelhante ao que o próprio Francisco havia usado. Os monges permaneceram no local por quase um século, depois o mosteiro foi quase abandonado.
As estruturas passaram para a paróquia e foram ocupadas pela Ordem dos Frades Menores Capuchinhos em 1537, que dedicou a igreja ao Arcanjo São Miguel. Esta encomenda foi dedicada a um estilo de vida mais eremítico adequado a este local rural. Em 1634, a igreja foi rededicada a Santo Antônio de Pádua. De 1804 a 1811, o governo napoleônico expulsou os monges. Eles voltaram no final do século XIX.
As construções rústicas de pedra aninham-se em terraços na encosta de uma montanha com azevinho e cipreste. O acesso ao convento principal é feito através de uma ponte pedonal de pedra que atravessa um pequeno riacho. A igreja tem algumas obras antigas, mas muitas das obras presentes são modernas. A ordem dos Capuchinhos está atualmente associada ao local e administra o local como um retiro rústico para visitantes interessados em oração e mediação.